# دیوار کمونارها

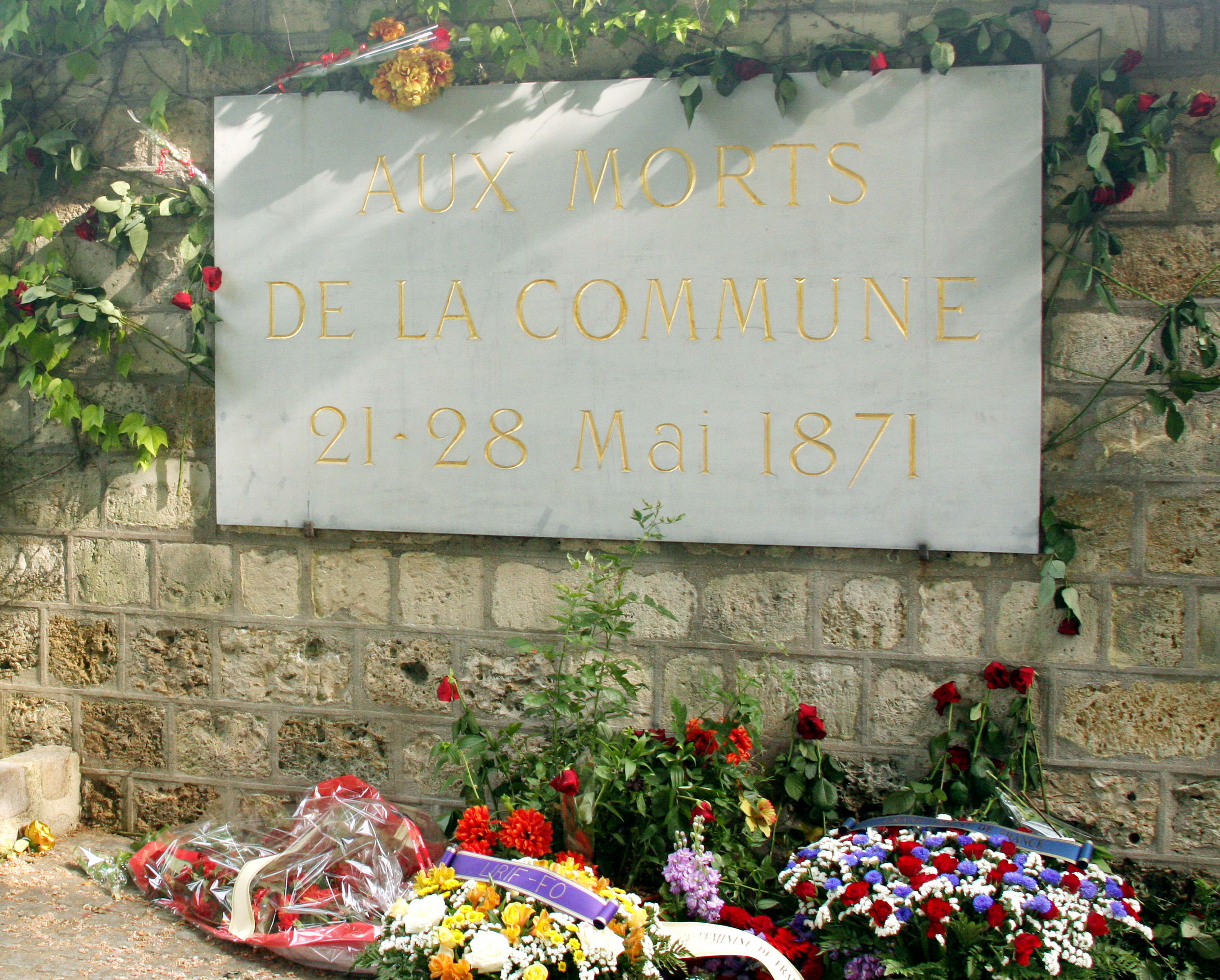
دیوار کمونارها در گورستان پر-لاشز

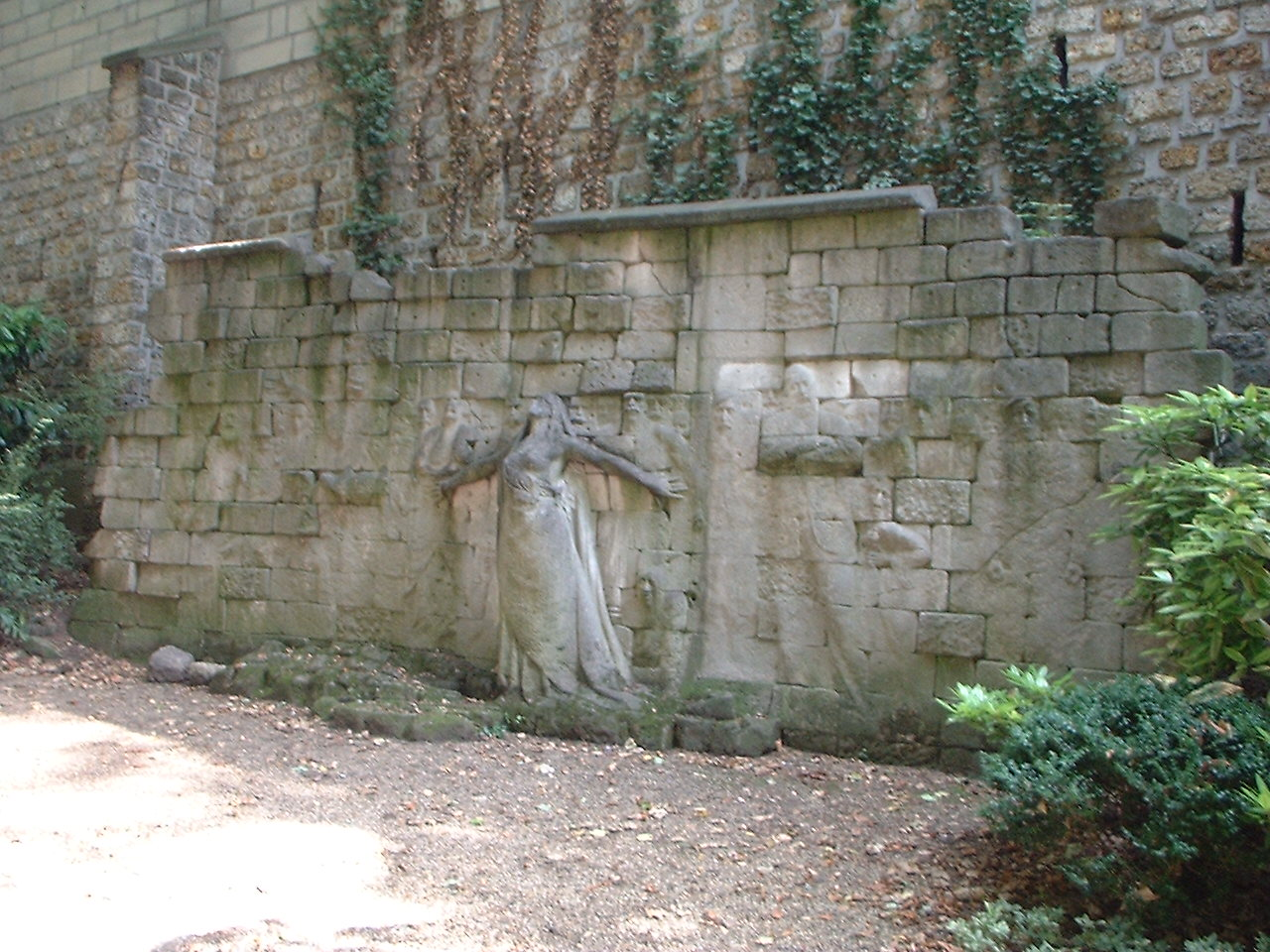
بنای یادبود کمونارهایی که پای دیوار کمونارها کشته‌شدند.

دیوار کمونارها مکانی در غرب گورستان پر-لاشز (به فرانسوی: Père-Lachaise) پاریس است که در ۲۸ مه ۱۸۷۱، قتل‌گاه ۱۴۷ نفر از مبارزان کمون پاریس بود که پای این دیوار تیرباران شدند.

## تاریخچه
گورستان پر-لاشز در ماه مه ۱۸۰۴ در سرزمینی که قرن‌ها متعلق به یسوعی‌ها بود تأسیس شد و پدر پر-لاشز (Père Lachaise)، کشیش اعتراف گیرنده از لوئی چهاردهم سالهای آخر عمرش را در آنجا گذراند. در قرن نوزدهم به عنوان گورستان اشراف، بقایای افراد مشهور از دوره‌های گذشته را نیز در درون خود دارد.

## سرکوب شورش کمون
در بهار ۱۸۷۱ آخرین مبارزان کمون عملاً مبارزه را به این گورستان کشیدند و ارتش ورسای همین‌جا و تا عصر روز ۲۸ مه آخرین مبارزان را نیز پای دیوار تیرباران کرد.
این البته پایان قتل‌عام کمونارها نبود. در طول جنگ ۲۰ تا ۳۵ هزار کمونار به قتل رسیدند و بیش از ۴۳ هزار نفر زندانی شدند. بعدها در دادگاهی انقلابی صدها نفر به مرگ محکوم شدند، ۱۳۰۰۰ نفر زندانی شدند و ۴۰۰۰ نفر به کالدونیای جدید تبعید شدند.
دیوار کمونارها طبیعتاً مکان طبیعی گرامیداشت خاطرهٔ کمون بوده‌است. اولین راه‌پیمایی در کنار این دیوار در ۲۳ مه ۱۸۸۰ و به فراخوان ژول گسد صورت گرفت. ۲۵ هزار نفر در این تظاهرات شرکت کردند و علیه نیروهای پلیس ایستادند. از آن سال تاکنون هرساله سازمان‌های چپ فرانسوی مراسم‌هایی در پای این دیوار در هفتهٔ آخر ماه مه برگزار کرده‌اند. پرتجمع‌ترین این تظاهرات‌ها در ۲۴ مه ۱۹۳۶ و با حضور ۶۰۰ هزار نفر به رهبری لئون بلوم و موریس تورز (درست در میان جنبش اعتصابات و چند هفته پس از تشکیل «جبههٔ مردمی») صورت گرفت.
ژول ژوی شاعر معروف فرانسوی در مورد این دیوار می‌سراید: 

معبدی بدون صلیب و بدون محراب، بدون نیلوفرهای طلایی و بدون پنجره‌های آبی آسمانی کلیسا. معبدی که وقتی مردم از آن صحبت می‌کنند، آن را «دیوار» می‌نامند.